# Check Yo Self
«Check Yo Self» es un sencillo del rapero estadounidense Ice Cube. Cuenta con la colaboración del grupo neoyorquino de hip-hop Das EFX. Es de su tercer álbum de estudio en solitario The Predator, lanzado el 17 de noviembre de 1992. Alcanzó el número uno en las listas Billboard; tanto como en el Hot R&B/Hip-Hop Songs y Rap Songs, también llegando al número 20 en el Hot 100.

## Lista de canciones
1. «Check Yo' Self» (remix radial de "The Message")
2. «Check Yo' Self» (instrumental del remix)
3. «It Was a Good Day» (edición radial del remix)
4. «It Was a Good Day» (instrumental del remix)
5. «24 with a L»

## Posición en las listas musicales
| Lista (1993)                           | Mejor posición |
| -------------------------------------- | -------------- |
| Estados Unidos (Billboard Hot 100)     | 20             |
| Estados Unidos (Hot R&B/Hip-Hop Songs) | 1              |
| Estados Unidos (Hot Rap Tracks)        | 1              |
| Nueva Zelanda (Recorded Music NZ)      | 38             |
| Reino Unido (UK Singles Chart)         | 36             |

## Samples
Versión original:
- "Mustang Sally" de Wilson Pickett
- "The New Style" de The Beastie Boys
- "Memphis Underground" de Herbie Mann
- "Shoop" de Salt-N-Pepa
- "Deeez Nuuuts" de Dr. Dre con Snoop Doggy Dogg, Dat Nigga Daz, Nate Dogg, y Warren G

Versión remix:
- The Message de Grandmaster Flash and the Furious Five